# Bergers et Bouchers
 (juin 2021).
Si vous disposez d'ouvrages ou d'articles de référence ou si vous connaissez des sites web de qualité traitant du thème abordé ici, merci de compléter l'article en donnant les références utiles à sa vérifiabilité et en les liant à la section « Notes et références ».
Bergers et Bouchers (Shepherds and Butchers) est un film sud africain réalisé par Oliver Schmitz en 2016. 
Le film se déroule en Afrique du Sud, en 1987. Un avocat commis d'office découvre que l'homme qu'il doit défendre, accusé de sept meurtres, a été traumatisé par son expérience professionnelle dans le couloir de la mort.
Un fait divers est à l'origine de l'œuvre littéraire qui a servi pour écrire le scénario de ce film dont l'essentiel du propos est de dénoncer la peine de mort et les ravages psychologiques subis par un gardien de prison. Plus globalement, il souligne aussi que des hommes ordinaires peuvent avoir, dans le cadre de leur travail ou de leurs fonctions, à user de violences extrêmes, autorisées ou commandées par l'État, qui finissent par leur infliger des traumatismes et affecter leur vie personnelle et familiale : dépression, violence conjugale, alcoolisme.... 
« Le film questionne la pression exercée sur un individu dans un milieu d'hommes, le stress quotidien et la capacité à supporter l'horreur, sur la longueur. Il soutient finalement une thèse simple, résumée dans une phrase de l'avocat lui-même : « on ne peut pas demander à un homme d'être berger et boucher à la fois ».
Remarque : Le synopsis, la fiche technique et la distribution peuvent être contrôlés car le visionnage du film est possible sur YouTube 

## Synopsis
L'histoire du film se déroule en 1987, en Afrique du Sud, dans les dernières années de l'apartheid. Le pays est alors en proie à la violence intérieure, qu'elle soit politique ou de nature criminelle, et est engagé dans des conflits extérieurs, notamment en Angola où les soldats, parmi lesquels des conscrits, sont amenés à se battre et à tuer. Sur le plan intérieur, les forces de sécurité, des agents des services secrets aux gardiens de prison, sont astreints à être discrets sur leurs activités, y compris vis à vis de leurs familles (c'est le cas notamment du beau frère de l'avocat commis d'office, vétéran de la guerre d'Angola, qui travaille toujours pour les forces spéciales et qui semble aussi marqué par ses activités du moment).
Léon Labuschagne, un gardien de prison Afrikaner travaillant dans le couloir de la mort de la prison de haute sécurité de Pretoria, pris de folie meurtrière, suit un minibus et abat ses sept occupants noirs,membres d'une équipe de football locale avant d'aligner leurs corps, comme il peut avoir à le faire dans le cadre de ses fonctions. Pendant son procès, l'accusé, en état de choc, atteint d'amnésie partielle, incapable d'expliquer son geste, est défendu par John Weber, un avocat anglo sud-africain commis d'office qui lutte pour l'abolition de la peine de mort. Dans le contexte d'une opinion publique majoritairement favorable à la peine de mort, il  doit contrer la procureure de l'État qui diligente les poursuites mais aussi faire face d'une part aux familles des victimes pour lesquelles la pendaison est un juste retour des choses et d'autre part à la famille de l'accusé qui ne comprend pas son mode de défense. 
Au cours du procès qui a lieu au palais de justice de Pretoria, l'avocat commis d'office va réussir à arracher des révélations à l'accusé. Pour échapper à la conscription, Léon Labuschagne, 17 ans à peine, n'ayant pu être retenu dans la police, avait sollicité un emploi de gardien de prison sans se douter des conséquences psychologiques qu'il allait subir. Trop jeune et sans formation, il est dès le 1er jour amené à accompagner un prisonnier de sa cellule à la potence. Le film suit la procédure judiciaire où l'avocat, au moyen d'une métaphore, va démontrer qu'il n'est pas possible, sans conséquences psychologiques traumatisantes, pour un gardien de concilier sa fonction de berger, dans l'accompagnement au quotidien des détenus, et sa fonction de boucher lorsqu'il doit physiquement participer à leurs pendaisons.

## Fiche technique
- Titre : Bergers et Bouchers
- Titre original : Shepherds and Butchers
- Réalisateur : Oliver Schmitz
- Scénario : Brian Cox d'après le roman éponyme de Chris Marnevick
- Musique : Paul Hepker
- Décors : Este Kira Opperman
- Costumes : Diane Cilliers
- Maquillage : Marli Kruger
- Photographie : Leah Striker
- Son : Nicky De Bear, Charlotte Buys
- Montage : Megan Gill, Isabelle Meier
- Musique : Paul Hepker
- Producteurs : Anant Singh, Brian Cox
- Producteurs exécutifs : Robert Naidoo, Sudhir Pragjee, Sanjeev Singh
- Sociétés de production : Vidéovision Divertissement à Umhlanga, Horizon lointain à Los Angeles
- Pays d'origine :  Afrique du Sud
- Langues originales : anglais et afrikaan
- Format : couleur - 2,39:1
- Genre : Drame
- Durée : 106 minutes
- Dates de sortie :
  - première mondiale 13 février 2016 à la Berlinale
  - 26 août 2016 en Afrique du Sud
  - 8 juin 2018 en France à la télévision
- Classification : En France ce film n'est pas interdit au mineurs mais précédé d'un avertissement pour les personnes vulnérables.

## Distribution

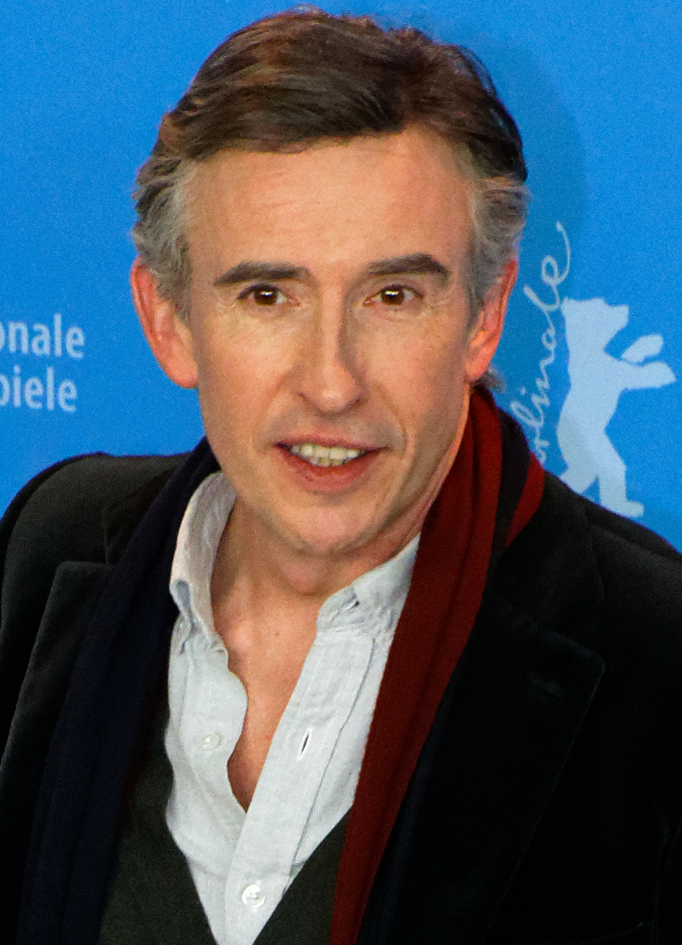
Steve Coogan 2017

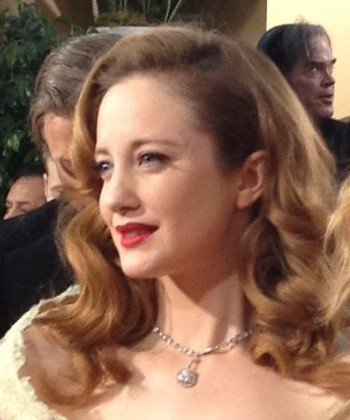
Andrea Riseborough 2012

L'orthographe de certains personnages est celle des sous-titres français, parfois différente de celle fournie par les liens externes.
- Khayalethu Anthony : Makhandla, le premier condamné que Léon a conduit à la potence
- Inge Beckmann : la sœur de John Weber
- Gerhardus Boonzaaier : sergent
- Dries Botha : gardien de prison
- Ricky Botsis : gardien de prison
- David Cannan : gardien de prison
- Kabelo Bouga Chalatsane : Condamné
- Steve Coogan : John Weber, avocat commis d'office
- Garion Dowds : Léon Labuschagne auteur du septuple meurtre
- John Esterhuizen : Mr. Labuschagne, père de Léon
- Ronni Gadula : condamné
- Simon Matthew Greenwood : gardien de prison
- Mbulelo Grootboom : condamné
- Nicola Hanekom : Dr. Schlebusch, une psychiatre ou une psychologue chez laquelle s'informe John Weber
- Paul Harris : gardien de prison
- Wayne Harrison : assesseur du juge qui préside aux audiences
- Marcel van Heerden : J.P. van Zyl, avocat qui préside aux audiences
- Andre Henn : assesseur du juge qui préside aux audiences
- Robert Hobbs : Pierre De Villiers, beau-frère de John Weber
- Eduan van Jaarsveldt : Pedrie Wierda, l'associé de John Weber
- Julian Koberman : gardien de prison
- Patrick Lavisa : condamné
- Deon Lotz : l'adjudant Rautenbach, supérieur hiérarchique des gardiens de prison
- Nelly Madolo : mère d'une victime
- Monelisi Magadla : condamné
- Khomotso Manyaka : manifestant au tribunal
- François Maree
- Siya Mayola : condamné
- Sylvia Mdunyelwa : Madame Mokoena, mère de Thabo Mokoena assassiné par Léon
- Nceba Mpiliswana : condamné
- Malibongwe Mqamelo : condamné
- Aaron Muchanyu : condamné
- Justin Munitz : détective
- Carel Nel : Karel Niemand
- Ingrid Newton
- Mbuelo Ntlanga : condamné
- De Klerk Oelofse : Eben Christiaan Coetzee, le condamné dont Léon prend les mensurations
- Margie Pankhurst : Madame Labuschagne, mère de Léon
- Jennifer Pau : mère d'une victime
- Sarah Potter : Antoinette Labuschagne, sœur de Léon Labuschagne
- Dewaldt Du Preez : gardien de prison
- Petrus Du Preez : bourreau
- Kwezi Qika : condamné
- Mashudu Ramashotha : condamné
- Peter Ravencroft : le pasteur dans la chapelle du pénitencier
- Michael Richard : partenaire de double au tennis
- Andrea Riseborough : Kathleen Marais, avocate de la partie civile
- Matthew Dylan Roberts : enquêteur
- Sylvester Sindane : condamné
- Mandisi Sindo : condamné
- Chris September : le pendu remonté deux fois
- Lauren Steyn : Liesl Weber, épouse de John Weber
- Andrew Sutherland : voix off
- Brian Svosve : Isaiah, le chauffeur du fourgon qui transporte les cercueils au cimetière
- Raven Swart : gardien de prison
- Jacques Theron : huissier
- Myles Thomas
- Divan Van Tonder
- Rob van Vuuren : médecin à la prison
- Pascual Wakefield : homme armé
- Jeandré Wentzel : un membre de la famille de l'accusé
- Brett Williams : partenaire au tennis

## Autour du film
- Ce film a été diffusé en France par la chaîne Arte le mercredi 9 juin 2021
- Bergers et Bouchers n'est pas encore édité en langue française sur DVD.
- Chris Marnevick, l'auteur du roman qui a servi de base au scénario, avait été avocat et était juge par intérim de la Haute Cour d'Afrique du Sud[4]
- Ce film a été interdit aux moins de 14 ans en Italie, aux moins de quinze ans en Australie, en Irlande, en Norvège, au Royaume-Uni, aux moins de seize ans en Espagne, en Nouvelle-Zélande, à Singapour et aux moins de dix-huit ans en Corée du Sud.

## Distinctions
- Festival du film de Woodstock 2016 [5]
  - Leah Striker gagnant du prix Haskell Wexler de la meilleure photographie.
  - Oliver Schmitz gagnant du prix Maverick du meilleur long métrage narratif.
- Film by the Sea à Flessingue 2016
  - Oliver Schmitz sélectionné pour la perle de la meilleure adaptation d'une œuvre littéraire.
- Berlinale 2016
  - Oliver Schmitz sélectionné pour le prix du cinéma d'Amnesty International.
  - Oliver Schmitz a obtenu la 3e place pour le Prix Panorama du Public récompensant un film de fiction.
- Durban International Film Festival 2017
  - Sélectionné pour le prix Simon Sabela du cinéma et de la télévision récompensant le meilleur long métrage.
- RapidLion. The South African International Film Festival 2017[6]
  - Prix de la meilleure chanson originale pour le générique de fin : Angels interprétée par Barry Gibb, Ashley Gibb, Steve Gibb et Distant Horizon.
- South African Film and Television Awards 2017
  - Oliver Schmitz obtient le prix SAFTA Corne d'or pour la réalisation du meilleur long métrage.
  - Brian Cox, Anant Singh et Vidéovision Divertissement sont sélectionnés pour être reconnus comme producteurs du meilleur long métrage.
  - Deon Lotz est sélectionné pour être reconnu comme le meilleur acteur de second rôle dans un long métrage.
  - Megan Gill est sélectionnée pour être reconnue comme la meilleure réalisatrice en montage dans un long métrage.
  - Garion Dowds sélectionné pour être reconnu comme le meilleur acteur dans un long métrage.
  - Diana Cilliers sélectionnée pour être reconnue comme la meilleure créatrice de costumes dans un long métrage.
  - Marli Kruger sélectionnée pour être reconnue comme la meilleure créatrice de maquillages et de coiffures.
  - Mike Berg ou Michael Berg sélectionné pour obtenir le prix de la meilleure réalisation en conception de production d'un long métrage.
  - Charlotte Buys sélectionnée pour obtenir le prix de la meilleure réalisation en conception sonore d'un long métrage.